# Código Brasileiro de Deontologia Médica
O Código Brasileiro de Deontologia Médica normatiza as disposições referentes ás regras morais que todo médico deve respeitar e que se impõem a todos os profissionais inscritos nos Conselhos Regionais de Medicina do Brasil, foi aprovado pela Resoluçãonº 1.154, do Conselho Federal de Medicina, em 13 de abril de 1984 e publicada na edição de 25 de maio de 1984 do Diário Oficial da União.

## História
A organização de normas de ética e deontologia médica brasileira já vem de algumas normatizações entre elas citam-se:
- Código de Moral Médica de 1929

Ano em se construiu o Código de Moral Médica aprovado pelo VI Congresso Medico Latino-americano.
- Código de Deontologia Médica de 1931

Código de Moral Médica de 1931 foi aprovado no Primeiro Congresso Médico Sindicalista Brasileiro, realizado no Rio de
Janeiro ems 23 de Julho de 1931.
- Código de Deontologia Médica de 1945

O Código de Deontologia Médica de 1945 foi aprovado pelo IV Congresso Sindicalista Médico Brasileiro no dia 24 de outubro de 1944 e foi inserindo no ordenamento jurídico brasileiro pelo Decreto-lei nº 7.955, de 13 de setembro de 1945.
- Código de Ética da Associação Médica Brasileira de 1953

O Código de Ética da Associação Médica Brasileira de 1953 teve sua aprovação no evento da IV Reunião do Conselho Deliberativo, que se deu no Rio de Janeiro, no dia 30 de janeiro de 1953 e foi inserido na ordem jurídica brasileira por força Lei nº 3.268 de 30 de setembro de 1957.